# Dremomys pyrrhomerus
Dremomys pyrrhomerus es una especie de roedor de la familia Sciuridae.

## Distribución geográfica
Se encuentran en China y Vietnam.